# Идяш (приток Касмарки)
Идяш — река в России, протекает по Зианчуринскому району Башкортостана и Кувандыкскому району Оренбургской области. Длина реки составляет 36 км.
Начинается как Идяшка северо-восточнее горы Санабекен. Течёт в южном направлении по холмам, частично поросшим берёзово-липовым лесом. На реке стоят хутор Лукьяновский и деревня Идяш. Устье реки находится в 40 км по правому берегу реки Касмарка у села Чеботарево.

## Данные водного реестра
По данным государственного водного реестра России относится к Уральскому бассейновому округу, водохозяйственный участок реки — Сакмара от истока до впадения реки Большой Ик. Речной бассейн реки — Урал (российская часть бассейна).
Код объекта в государственном водном реестре — 12010000512112200005638.

### Притоки (км от устья)
- Малая Уткорма[4] (лв)
- Уткорма (Каскурман)[4] (лв)
- Гадяшка[4] (лв, в 26 км)
- Урта-Ири[2] (Уртаири[4]) (лв)